# Boubou Cissé
Boubou Cissé (nascut a Bamako el 1974) és un polític malià, que va ser primer ministre de Mali de l'abril de 2019 a l'agost de 2020.

## Biografia

### Estudis
Boubou Cissé va fer l'educació primària a Bamako, a l'escola Mamadou Konaté primer i, després, a l'escola bàsica N'Tomikorobougou. Després dels estudis primaris, se'n va anar a estudiar a la República Federal d'Alemanya i després als Emirats Àrabs Units.
Va continuar els estudis universitaris a França, a Clarmont d'Alvèrnia, ingressant al Centre d'Estudis i Recerques sobre Desenvolupament Internacional (CERDI, Universitat d'Alvèrnia). Va obtenir un màster en economia, seguit d'un DEA en economia del desenvolupament. El 2004, es va doctorar en economia a la Universitat d'Ais-Marsella.

### Carrera professional
Va iniciar la seva carrera professional com a economista al Banc Mundial el 2005 a Washington. El 2008 va ser ascendit a economista sènior i director de projectes de la divisió de desenvolupament humà. Després va treballar a Nigèria i al Níger com a representant resident del Banc Mundial.

## Carrera polírica
Boubou Cissé va ser nomenat ministre d'Indústria i Mines de Mali el 2013 i ministre de Mines l'abril de 2014. Va ser ministre d'Economia i Finances des del gener de 2016 fins al 22 d'abril de 2019, data del seu nomenament com a com a primer ministre de Mali. Cissé va esdevenir primer ministre després de la dimissió de Soumeylou Boubèye Maïga i del seu govern el 18 d'abril.

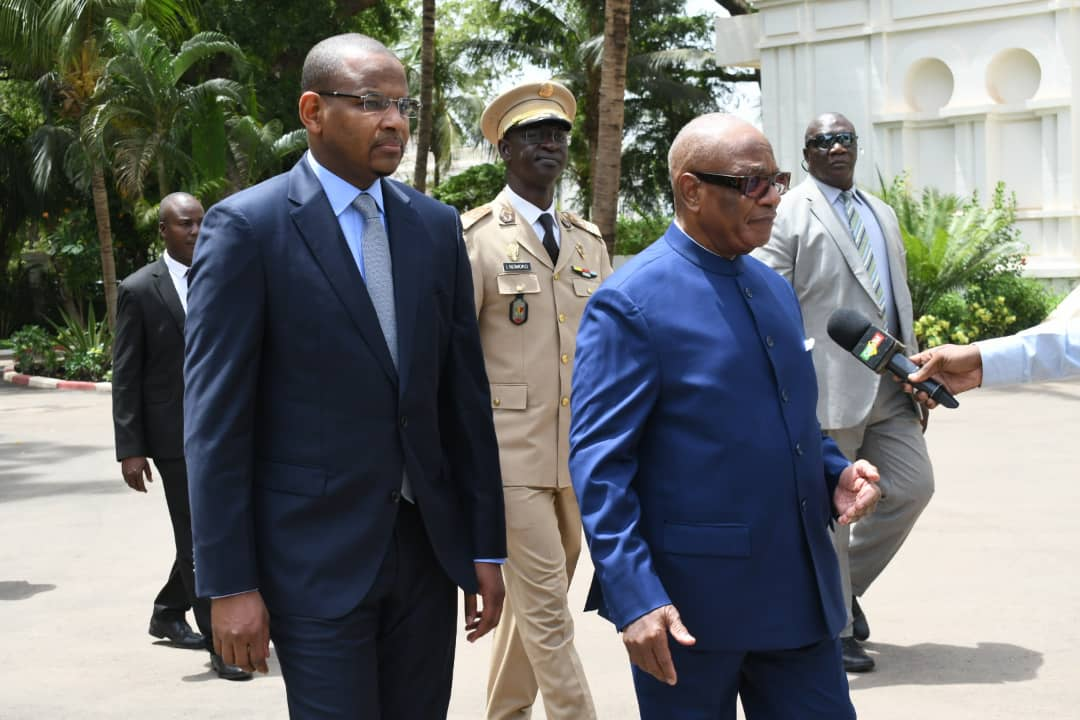
Boubou Cissé i Ibrahim Boubakar Keita el juny de 2019.

Al juny del 2020, Boubou Cissé va ser reelegit com a primer ministre i es va encarregar de formar un nou govern malgrat les protestes populars que demanaven la dimissió del president Ibrahim Boubacar Keïta. El 27 de juliol es forma un govern de concentració.
Tanmateix, el 18 d'agost de 2020 tant Cissé. com Ibrahim Boubacar Keïta i diversos alts càrrecs del govern van ser arrestats durant el transcurs d'un cop d'estat perpetrat per una guarnició de soldats rebels. Unes hores després, el president de la República, encara detingut per l'exèrcit en un campament militar, va anunciar la seva dimissió i la dissolució del govern i del parlament, posant fi a les funcions del fins llavors primer ministre Boubou Cissé.

## Honors
- Comanador de l'Ordre Nacional de Mali.[9]